# Frank Stenton
Sir Frank Merry Stenton (17 maggio 1880 – 15 settembre 1967) è stato uno storico britannico. Studioso soprattutto della storia dell'Inghilterra anglosassone, fu anche presidente della Royal Historical Society dal 1937 al 1945. Fu autore dell'opera Anglo-Saxon England, un volume dell'Oxford History of England, pubblicato per la prima volta nel 1943 ed ampiamente considerato un classico del periodo per quanto riguarda la storia. Prese inoltre parte come relatore alle Ford Lectures all'Università di Oxford nel 1929.
Stenton insegnò storia all'Università di Reading dal 1926 al 1946, di cui in seguito divenne vice-rettore dal 1946 al 1950. Nel periodo in cui Stenton fu vice-cancelliere a Reading, presiedette l'acquisto del Whiteknights Park da parte dell'Università, creando un nuovo campus che permise l'espansione dell'Università nel giro di pochi decenni. Nel novembre del 2008 fu annunciato che una nuova ala del residence da costruire nel campus sarebbe stata chiamata Stenton Hall in suo onore.
Sua moglie, Dorys Mary Stenton, scrisse una prefazione alla terza edizione dell'opera Anglo-Saxon England, pubblicata dopo la morte del marito, ed editò Preparatory to Anglo-Saxon England Being the Collected Papers of Frank Merry Stenton, pubblicato nel 1970. Anch'ella fu infatti una storica, autrice di English Society in the Early Middle Ages, pubblicato nella collana Storia d'Inghilterra della casa editrice Pelican.
Stenton fu educato al Keble College di Oxford, e fu eletto Fellow onorario nel 1947. Fu nominato cavaliere durante il New Year Honours del 1948, e ricevette l'investitura da re Giorgio VI del Regno Unito a Buckingham Palace il 10 febbraio 1948.
Le carte di Stenton, insieme a quelle di sua moglie, la loro biblioteca e la loro collezione di monete sono oggi parte di una collezione speciale all'Università di Reading.